# Campeonato do Irão de Ciclismo Contrarrelógio
Os Campeonatos do Irão de Ciclismo Contrarrelógio organizam-se anualmente para determinar o campeão ciclista do Irão de cada ano, na modalidade.
O título outorga-se ao vencedor de uma única carreira, na modalidade de Contrarrelógio individual. O vencedor obtém o direito a portar um maillot com as cores da Bandeira do Irão até ao campeonato do ano seguinte, somente quando disputa provas Contrarrelógio.

## Palmarés
| Ano  | Ganhador                   | Segundo                    | Terceiro           |
| 2005 | Mahdi Sohrabi              | Amir Zargari               | Alireza Haghi      |
| 2006 | Ghader Mizbani             | Hossein Askari             | Alireza Haghi      |
| 2007 | Hossein Askari             | Ghader Mizbani             | Abbas Saeidi Tanha |
| 2008 | Não se disputou            |                            |                    |
| 2009 | Mahdi Sohrabi              | Amir Zargari               | Janati Hamed       |
| 2010 | Hossein Askari             | Alireza Haghi              | Hossein Jahabanian |
| 2011 | Hossein Askari             | Mahdi Sohrabi              | Ali Torabi         |
| 2012 | Alireza Haghi              | Behnam Khalili Khosroshahi | Abbas Saeidi Tanha |
| 2013 | Behnam Khalili Khosroshahi | Amir Zargari               | Alireza Haghi      |
| 2014 | Alireza Haghi              | Behnam Khalili Khosroshahi | Amir Zargari       |
| 2015 | Hossein Askari             | Alireza Haghi              | Arvin Moazemi      |
| 2016 | Arvin Moazemi              | Mirsamad Pourseyedi        | Behnam Ariyan      |
| 2017 | Mirsamad Pourseyedi        | Behnam Ariyan              | Mohammad Rajablou  |
| 2018 | Mirsamad Pourseyedi        | Reza Hosseini              | Behnam Ariyan      |
| 2019 | Saeeid Safarzadeh          | Behnam Ariyan              | Mohammad Rajablou  |
| 2020 | Não se disputou            | Não se disputou            | Não se disputou    |
| 2021 | Behnam Ariyan              | Morteza Rezvani            | Saeeid Safarzadeh  |